# توپولف تی‌بی-۱
توپولف تی‌بی-۱ (به انگلیسی: Tupolev TB-1) یک هواگرد ساختِ کارخانهٔ توپولف در کشور اتحاد جماهیر سوسیالیستی شوروی است که در سال ۱۹۲۹–۱۹۳۲ ساخته شد. نخستین استفاده‌کنندهٔ این هواپیما نیروی هوایی شوروی بوده‌است. این هواگرد برای نخستین بار در ۲۶ نوامبر ۱۹۲۵ میلادی مورد استفاده قرار گرفت.